# Maximilianstraße (metropolitana di Norimberga)
La stazione di Maximilianstraße è una stazione della metropolitana di Norimberga, servita dalla linea U1.

## Storia
La stazione di Maximilianstraße venne attivata il 20 giugno 1981, come parte della tratta da Bärenschanze a Eberhardshof.

## Interscambi
- Fermata autobus[2]